# Abdali
Abdālī’s is een antieke benaming voor grote Afghaanse stammen, beter bekend onder de naam Durrānī sinds de regeerperiode van Aḥmad Shah Durrānī (1747-72). Er wordt gezegd dat het eponiem van de Abdālī’s Abdāl is. 
Abdāl was de zoon van Tarīn, zoon van Ḫaršbūn. Hij, Abdāl, leefde in de 11de eeuw en was de oorsprong van twee belangrijke clans: de Sadūzays en de Bārukzays. De Saduzays stammen af van Aḥmad Shah (1747-1772) ibn Muḥammad  Zamān Khan ibn Sar Mast Khan ibn Šīr Khan ibn Ḫāje Ḫeḍr Khan ibn “Sadū”. De Bārukzāys worden ook Muḥammadzays genoemd, omdat hun eponiem Muḥammad Khan ibn ‛Umar Khan is. De vader van ‛Umar Khan is ibn Ḫeḍr Khan ibn Ismā‛īl ibn Nīk ibn Dārū ibn Sīfal ibn Nūr al-Dīn ibn Bāruk, en vanaf deze aftakking worden ze Bārukzay genoemd.  
Rond de stichting van de Durrānīden bestond er, naast de Abdālī die zich later Durrānī noemden, nog een grote groep Pathanen-stam en dat waren de Ġīlzāys. De Pathanen-stammen bewoonden het zuiden en het oosten van het land, en het waren de zuidelijke Pathanen (Abdālī’s) die de moderne staat Afghanistan zouden stichten. De Pathanen beweren afkomstig te zijn van Kays, een metgezel van de Profeet Mohammed. Daarom beschouwen ze zich als een Semitisch ras, hoewel antropologen hen zien als Indo-Europeanen die zich in de loop der geschiedenis met tal van etnische groepen hebben vermengd. De Durrānī’s beweren af te stammen van Kays’ oudste zoon Sarbanar, terwijl de Ġīlzāy hun afstamming terugbrengen tot diens tweede zoon. De derde zoon van Kays zou volgens hen de voorvader zijn van andere Pathanen-stammen, zoals de Kakar in Kandahār en de ṣāfī rond Pīšāwar.   
De taal die de Pathanen spreken, wordt Pasjtoe genoemd, en is een mengeling van Indo-Perzische talen. Wat de taal Pasjtoe betreft, hebben drie vooraanstaande geleerden, Henderson, Mackenzie en Dvoryankov, van deze taal verschillende indelingen gemaakt. Mackenzie vat het samen in vier dialecten, wat in feite dezelfde indeling is als die van Henderson. Dvoryankov splitst Pasjtoe in drie regionale varianten.